# Sentier de grande randonnée 226

## Présentation
Le sentier de grande randonnée 226 (GR 226) relie le GR 221 à Condé-sur-Noireau (Calvados) au GR 22 au Gué-Rochoux (commune de Ger, Manche) via Tinchebray (Orne).

Depuis les confins de la Suisse normande, le parcours fait découvrir les paysages du bocage du massif armoricain : le bocage flérien et le bocage mortainais.

Comme tous les GR, il est entretenu par des bénévoles appelés baliseurs et rattaché à la Fédération Française de Randonnée Pédestre.

## Itinéraire
Le GR 226 commence à Vaux, hameau de Condé-sur-Noireau dans le Calvados et situé à deux kilomètres à l'est du centre de la localité (commerces, parkings, transports en commun), sur le parcours du GR 221 (Pont d'Ouilly - Coutances). Il traverse la rivière Noireau à Pont-Érambourg, village qui a la particularité d'être partagé en son centre entre deux communes de deux départements différents : Saint-Pierre-du-Regard (Orne) et Saint-Denis-de-Méré (Calvados). Le GR croise le GRP Tour de la Suisse normande puis monte sur un plateau surplombant l'ancienne vallée industrielle de la Vère. Il traverse le bocage pour atteindre Cerisy-Belle-Étoile et continue vers l'ouest en passant à proximité du Mont de Cerisy. Le GR 22B permet un détour d'environ deux kilomètres pour visiter ce site (château, table d'orientation). Le GR se dirige ensuite vers Tinchebray, localité la plus importante du parcours et offrant quelques sites et monuments intéressants. Il continue sa course vers le sud-ouest, traverse la rivière Égrenne, passant ainsi du bassin de l'Orne à celui de la Loire. Pour quelques kilomètres, le GR 226 fait ensuite parcours commun avec le GRP les crêtes du Mortainais. Il continue sa route vers le sud et pénètre dans le parc naturel régional Normandie-Maine au Placitre, lieu d'implantation du musée de la poterie normande. Après le Gué Rochoux, hameau de la commune de Ger, le GR 226 achève son itinéraire en rejoignant le GR 22 (sentier du Mont Saint-Michel) sur une colline boisée de la forêt de la Lande Pourrie.
Variante

Le GR 226 propose un parcours alternatif dès le départ de Condé-sur-Noireau, et qui part vers l'ouest jusqu'à Saint-Pierre d'Entremont, en contournant au nord la route départementale 911. Il emprunte ensuite la vallée encaissée et boisée des Vaux pour rejoindre le tracé principal près du Mont de Cerisy.

## Localités traversées
Dans le Calvados
- Condé-sur-Noireau

Dans l'Orne
- Montilly-sur-Noireau
- Caligny
- La Bazoque
- Cerisy-Belle-Étoile
- Saint-Pierre d'Entremont
- Montsecret
- Frênes
- Tinchebray
- Yvrandes
- Saint-Jean-des-Bois

Dans la Manche
- Le Fresne-Poret
- Ger

## Galerie

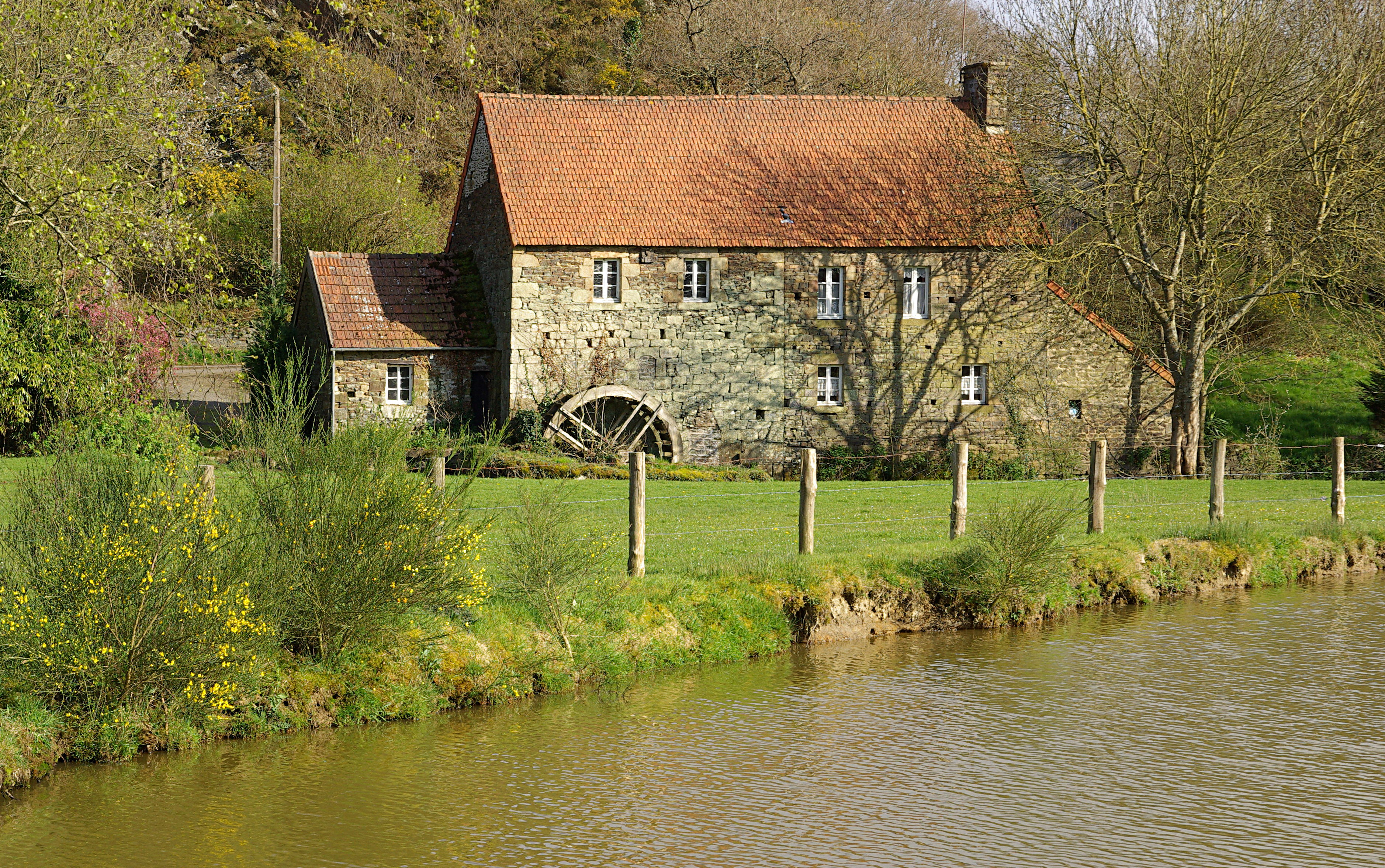
Moulin dans le vallon des Vaux, Saint-Pierre d'Entremont
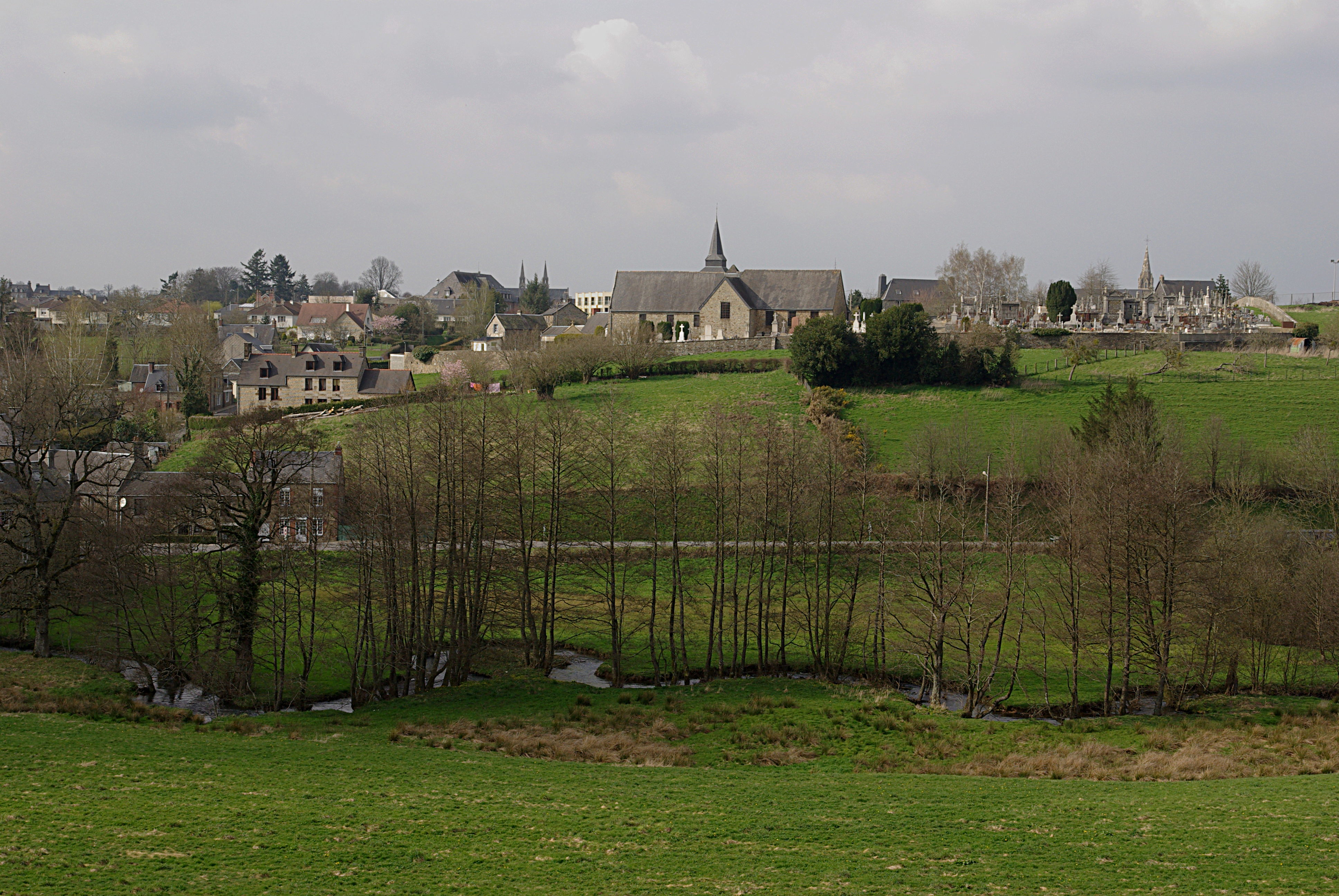
Tinchebray et la rivière Noireau
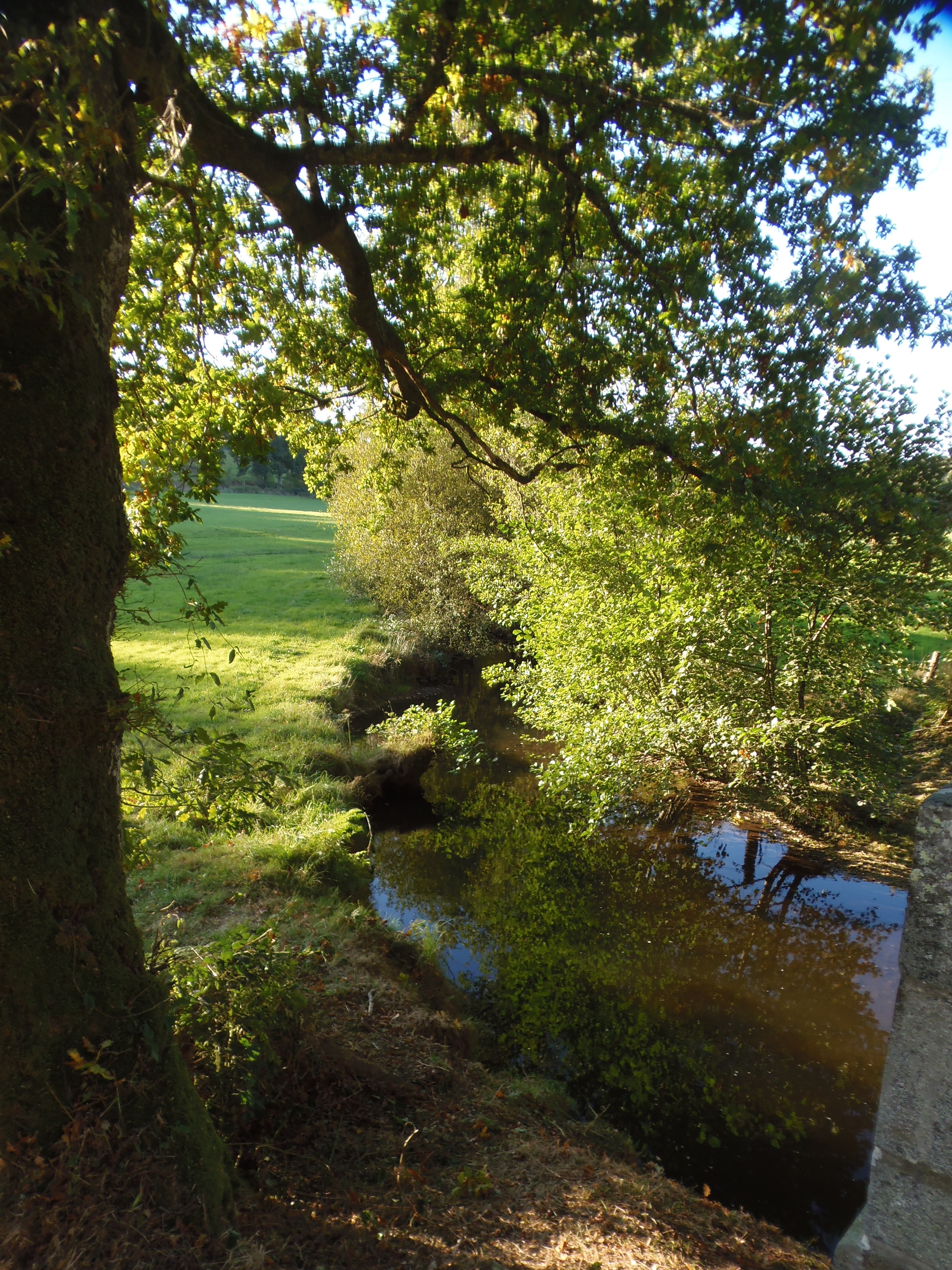
La rivière Égrenne
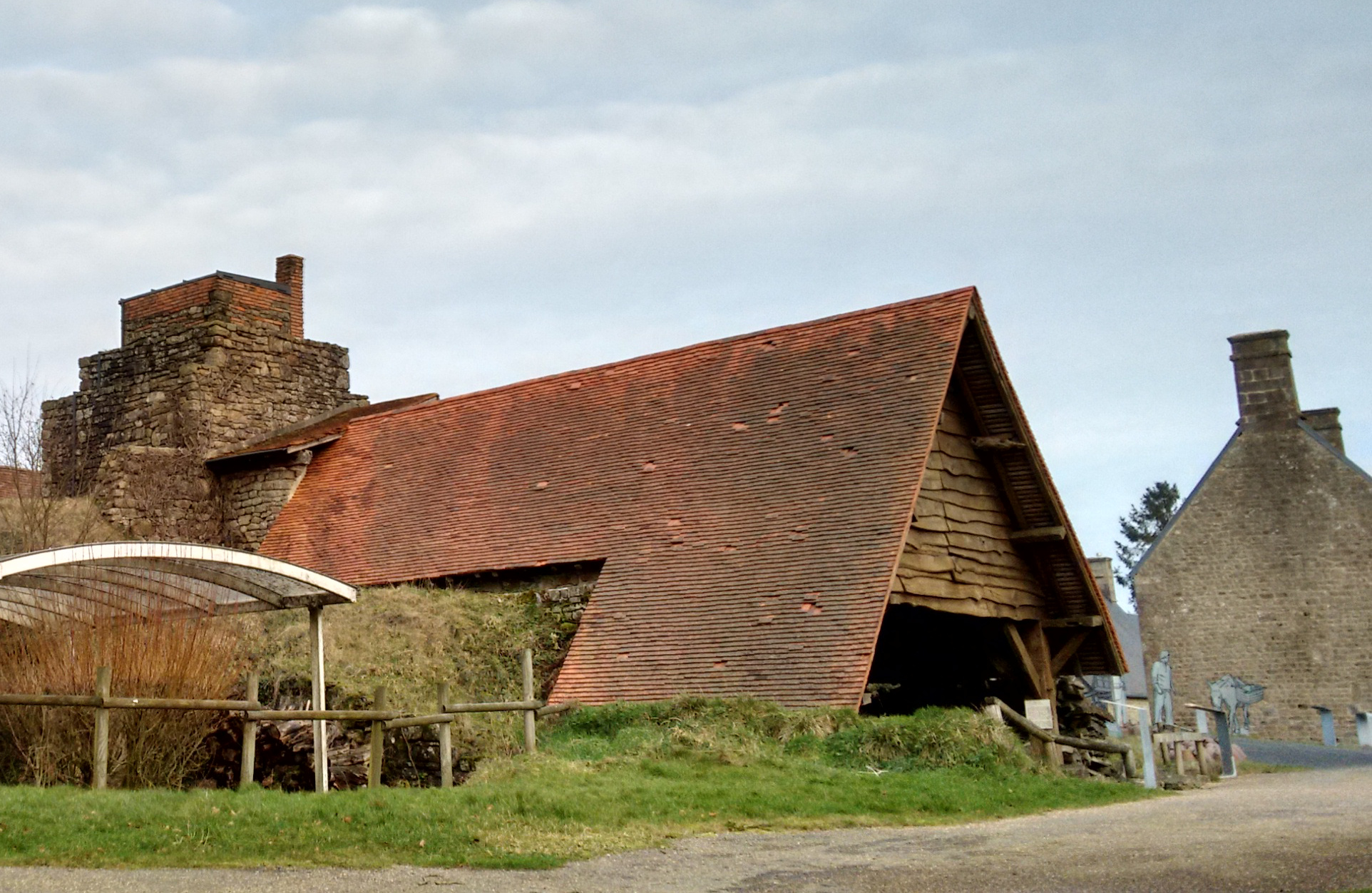
Le musée de la poterie à Ger